# Camembert électrique
Pour les articles homonymes, voir Camembert.
Albums de Gong
Magick Brother
(1969) Continental Circus
(1971)
Camembert Electrique est le deuxième album du groupe rock psychédélique Gong. 
Il est réalisé en octobre 1971, publié sur le label BYG Actuel (catalogue n° 529.353), et repris, en 1974, en Angleterre par Virgin Records (catalogue n° VC-502). 
L'album est considéré par beaucoup comme un album phare, le premier dans l'histoire du groupe à associer des ambiances et des formes musicales très variées. Les chansons empruntant à la fois au rock progressif naissant, empreints de la touche étrange et dadaïste de l'École de Canterbury, à la pop, au rock psychédélique et au jazz sont introduits par la voix modulée et nasillarde, comme affectée par l'hélium, de Radio Gnome, rappel radical de l'ambiance et de l'univers du groupe.
Le titre est un clin d'œil au film de Stanley Kubrick Orange mécanique, en tournage à l'époque de l'enregistrement du disque.
L'album est fortement marqué par le trio de Daevid Allen à la guitare, Pip Pyle qui fera ici une carrière éclair dans le groupe à la batterie et le saxophone de Didier Malherbe. Il a été enregistré au château d'Hérouville, en même temps que l'album Obsolete de Dashiell Hedayat auquel participèrent aussi les musiciens du Gong.
Chaque face débute et se termine par un collage d'effets sonores. Les grands moments du disque sont « You Can't Kill Me » (qui sera généralement joué au début de leurs concerts), « Dynamite » et la suite « Tropical Fish / Selene » (à ne pas confondre avec le titre « Selene » de l'album Angel's Egg). Le morceau « Foghat Digs Holes » in Space a été également publié sur la bande originale Continental Circus sous le titre « What Do You Want? ».
L'album figure dans l'ouvrage Philippe Manœuvre présente : Rock français, de Johnny à BB Brunes, 123 albums essentiels.

## Titres

### Face 1
1. Radio Gnome Prediction (Allen) 0:26
2. You Can't Kill Me (Allen) 6:23
3. I've Bin Stone Before//Mister Long Shanks/O Mother (Allen) 4:53
4. I Am Your Fantasy (Allen/Smyth/Tritsch) 3:41
5. Dynamite : I Am Your Animal (Smyth/Tritsch) 4:32
6. Wet Cheese Delirium (Allen) 0:29

### Face 2
1. Squeezing Sponges Over Policemen's Heads (Allen) 0:13
2. Fohat Digs Holes in Space (Allen/Smyth) 6:24
3. And You Tried So Hard (Tritsch/Allen) 4:39
4. Tropical Fish / Selene (Allen) 7:36
5. Gnome The Second (Allen) 0:26

## Précisions
La première pièce est intitulée « Radio Gnome Prediction » sur les disques Virgin éditions et « Radio Gnome » sur les éditions ultérieures en CD pour éviter la confusion avec la chanson plus tard intitulée « Radio Gnome Invisible », sortie en 1973 sur l'album Flying Teapot. De même, Gong a enregistré une chanson complètement différente intitulée « Selene » sur l'album Angel's Egg. Aussi, « Wet Cheese Delirium » est mal orthographié « Delirum », et « And You Tried So Hard » est raccourci à « Tried So Hard » sur certaines éditions récentes.
Les premières et dernières pistes de chaque côté sont de courts collages d'effets sonores qui commencent ou se terminent de chaque côté du vinyle original. Des deux côtés du disque, l'audio commence dans la rainure principale largement espacée (sur l'édition originale, mais apparaissant comme une bande sur la plupart des éditions ultérieures), et à la fin du la face 1, l'audio continue dans un sillon sans fin. [réf. souhaitée]

## Personnel
- Daevid Allen dit Bert Camembert : chant, guitare sauf sur 9, basse sur 9
- Gilli Smyth Shakti Yoni : space whisper
- Didier Malherbe Bloomdido Bad De Grasse : saxophones, flûte
- Christian Tritsch Submarine Captain : basse sauf sur 9, guitare sur 9
- Pip Pyle : batterie

## Personnel additionnel
- Eddy Louiss : orgue Hammond et piano sur 3
- Konstantin Simonovitch : piano phase sur 5

## Production
- Pierre Lattès : producteur exécutif
- Jean Georgakarakos, Jean Luc Young : producteurs
- Francis Linon Venux De Luxe : ingénieur du son live
- Gilles Sallé : ingénieur du son